# Can Guixó
Can Guixó és una masia de Pontons (Alt Penedès) inclosa a l'Inventari del Patrimoni Arquitectònic de Catalunya.

## Descripció
La masia està situada sota la serra d'Ancosa, a la part alta del terme, a prop de la carretera que va a Valldossera. Es tracta d'una casa fortificada. Al voltant d'una torre de planta quadrada, amb espitlleres, han estat adossades altres dependències. La coberta del cos central és de teula àrab, a dues vessants. La porta és adovellada. Als angles de l'edifici hi ha carreus de pedra tallada grans i regulars.

## Història
La construcció és d'origen medieval. Hi ha construccions similars a prop, organitzades al voltant d'una torre de defensa.